# مدير الاتصالات الاستراتيجية في البيت الأبيض
مدير الاتصالات الاستراتيجية في البيت الأبيض White House Director of Strategic Communications هو أحد كبار موظفي الرئيس الأمريكي، ويقدم تقاريره مباشرة إلى الرئيس ويعمل جنبًا إلى جنب مع مدير الاتصالات بالبيت الأبيض .
شكل الرئيس دونالد ترامب هذا المنصب في أواخر عام 2016، حيث عين هوب هيكس أحد أقرب مستشاراته وأوائل مساعديه السياسيين، كأول شاغل لهذا المنصب.
لم يتم تحديد المسؤوليات الدقيقة بشكل واضح لهذا المنصب، ولكن من المفترض أن تشمل تنسيق الظهور الإعلامي، وتقديم المشورة للرئيس بشأن المراسلة، والعمل كصديق في الأمور الرئيسية المتعلقة بالموظفين وفي تنفيذ جدول أعمال الرئيس، وهو امتداد للدور الذي خدم به هيكس حملة ترامب والانتقال.

## المدراء
|  | المدير      | بداية العمل    | نهاية المدة    | المدة             | الرئيس      |
|  | ----------- | -------------- | -------------- | ----------------- | ----------- |
|  | هوب هيكس    | 20 يناير 2017  | 12 سبتمبر 2017 | 235 أيام          | دونالد ترمب |
|  | مرسيدس شلاب | 12 سبتمبر 2017 | 1 يوليو 2019   | 1 سنة و292 أيام   | دونالد ترمب |
|  | أليسا فرح   | 7 أبريل 2020   | حاضر           | 4 سنوات و348 أيام | دونالد ترمب |